# Luis Aguilar (bailarín)
Luis Aguilar Sardiñas (La Habana, Cuba, 5 de diciembre de 1949) más conocido como Luis Aguilar o al principio de su carrera como Luis Sardiñas es un bailarín clásico, maestro de ballet, coreógrafo cubano, primera figura de Ballet Nacional de Cuba, Teatro Colón de Buenos Aires, Teatro Teresa Carreño de Caracas. En actualidad es maestro de ballet y ensayador del Ballet Nacional de Ecuador.
- Datos: Q17620491